# 鼓動の秘密/サヨナラ、ありがとう。
「鼓動の秘密/サヨナラ、ありがとう。」（こどうのひみつ/サヨナラありがとう）は、東京女子流の6枚目の両A面シングル。2011年5月18日にavex traxから発売された。

## 概要
2曲とも先に発売された1stアルバム『鼓動の秘密』に収録されており、本作はアルバムからのリカットシングルとなる。ただし「鼓動の秘密」のアルバムバージョンではイントロに心臓の鼓動のような音が付加されているが、本作にはそれがないという違いがある。
「鼓動の秘密」はBeeTV「1000人美少女」2010年9月のテーマソングだった。2010年7月に定期ライブにて初披露され、その後もライブでは定番曲となっていたが、1stアルバム発売まで音源はリリースされていなかった。3rdシングル「頑張って いつだって 信じてる」に先行音源としてサビの部分のみ公開されていた。同年9月にはDJ集団申し訳ナイタズがMIXしたコンピレーション・アルバム「モテキ的音楽のススメ MTK PARTY MIX盤」にも収録された。
「サヨナラ、ありがとう。」は自身初のバラードソング。ミュージック・ビデオは神戸市で撮影された。
Type-A、Type-B、Type-C（いずれもCDとDVDのセット）、Type-D（CDのみ）の4種類。

## 収録曲
1. 鼓動の秘密（=TGS04）
作詞：c.close（黒須チヒロ）、作曲：Sho Watanabe、編曲：Hiroshi Matsui
2. サヨナラ、ありがとう。（=TGS08）
作詞：c.close（黒須チヒロ）、作曲：Daisuke Suzuki、編曲：Hiroshi Matsui
3. 鼓動の秘密 -Royal Mirrorball Mix-
Type-Dにのみ収録。
4. 鼓動の秘密 -YMCK REMIX-
5. 鼓動の秘密 -Instrumental-
6. サヨナラ、ありがとう。 -Instrumental-

### DVD

#### Type-A
1. ドット絵 東京女子流 LIVE映像
2. ドット絵 東京女子流 トーク映像
3. 鼓動の秘密 -YMCK REMIX- (Video Clip)

#### Type-B
1. おでかけムービー〜 神戸編〜
2. 鼓動の秘密 -YMCK REMIX- (Video Clip)

#### Type-C
1. サヨナラ、ありがとう。(Video Clip)
ミュージック・ビデオ監督：福居英晃[1]
2. メイキング映像